# Icones Orchidearum Austro-Africanarum Extra-Tropicarum
Icones Orchidearum Austro-Africanarum Extra-Tropicarum (abreviado Icon. Orchid. Austro-Afric.) es un libro ilustrado con descripciones botánicas que fue escrito por el botánico, ilustrador botánico, empresario y filántropo sudafricano, Harry Bolus. Fue publicado en 3 partes en los años 1893-1913.

## Publicación
- Vol. 1, part 1, pl. 1-50, 15 Aug 1893; part 2, pl. 51-100, 20 Aug 1896;
- vol. 2, part 1, pl. 1-100, Apr-Jun 1911;
- vol. 3, part 1, pl. 1-100, 1913